# Bunuri mobile din domeniul artă decorativă clasate în patrimoniul cultural național al României aflate în județul Timiș
Acestă listă conține bunurile mobile din domeniul artă decorativă clasate în Patrimoniul cultural național al României aflate la momentul clasării în județul Timiș.

## Tezaur
| Foto | Informații generale                                      | Detalii tehnice | Descriere | Deținător                   | Legături |
| ---- | -------------------------------------------------------- | --- | --- | --------------------------- | -------- |
|      | Însemn de breaslă (plachetă) în cinstea lui Thomas Kisch | Datare: 3 septembrie 1741 Școală: Sibiu Descoperit: România; Transilvania Material: cositor / turnare, batere, gravare                          | Placă din cositor sub formă de scut baroc, cu inel de prindere din bronz. Av. Scut baroc cu un vas tronconic, flancat de două cârlige (de măcelărie?), timbrat de un satâr(?), pe un paviment în șah. Deasupra satârului marcaj oval (emblema Sibiului C - B). Tot scutul înconjurat de un chenar cu motive vegetale. Rv. (gravat) Scut baroc cu text german pe șase rânduri (în traducere „Cinstiți spre veșnica amintire Thomas Kisch, anul 1741, ziua 3 septembrie”). Tot scutul înconjurat de un chenar cu motive vegetale.                                                   | Muzeul Banatului, Timișoara | Cimec    |
|      | Farfurie                                                 | Datare: 1811 Școală: Atelier local Descoperit: Timișoara Material: cositor; turnare                                                             | Farfurie de cositor nedecorată cu inscripție incizată centrală. Pe revers se distinge marca de meșter: …NDRN …/ROB ZIN. | Muzeul Banatului, Timișoara | Cimec    |
|      | Anafurier                                                | Datare: sec. XIX Școală: Atelier central-european Descoperit: Timișoara Material: argint marcat cu poanson 800; au repousse; ciocănit în relief | Anafurier ornamentat pe margini cu șase casete cu scene biblice (prăznicare): Maica Domnului cu Pruncul, Nașterea Domnului, Botezul, Drumul Crucii, Răstignirea, Înălțarea. Centrul platoului este decorat cu scena: Cina cea de taină. Decorat cu ornamente florale. | Muzeul Banatului, Timișoara | Cimec    |
|      | Farfurie                                                 | Datare: 1811 Școală: Atelier local Descoperit: Timișoara Material: cositor; nedecorat; turnare                                                  | Vas cu două toarte din cositor nedecorat, cu inscripție centrală incizată. Este prevăzut cu două toarte orizontale arcuite. Realizat pe trei nivele cu diametre diferite. Inscripția din centru este în jurul unei stele regulate în șase colțuri formată prin unirea alternativă a șase puncte situate la distanțe egale. În centrul stelei este trecut anul 5571 (1811), deasupra stelei este trecută inscripția în ebraică (traducere: Cultul cadiș din Timișoara). Pe revers apar trei mărci de meșter: se distinge „ZIN…” și trei siluete feminine cu aripi și rochie lungă. | Muzeul Banatului, Timișoara | Cimec    |
|      | Colier cu pandantiv                                      | Datare: Început sec. XX Școală: Atelier occidental Material: aur; pietre prețioase; turnare; ajurare; emailare; încastrare                      | Colier din aur, alcătuit din zale ajurate floriforme (trifoi cu patru foi), în care au fost fixate șase perle baroc; închizătoarea de formă circulară cu trei nituri. Pandantivul (4,5/4,3 cm), specific stilului Art Nouveau, redă o floare (ghiocel), încadrată de două petale de culoare verde, realizate în tehnica emailului. Floarea este o perlă baroc, de mari dimensiuni, de formă ovală. Partea sa superioară, respectiv vrejurile, țin frunzele, cu cinci briliante. În partea superioară a ghiocelului șase frunzulițe cu 16 mici diamante.                           | Colecții particulare, Timiș | Cimec    |

## Fond
| Foto | Informații generale         | Detalii tehnice | Descriere | Deținător                   | Legături |
| ---- | --------------------------- | --- | --- | --------------------------- | -------- |
|      | Farfurie                    | Datare: a doua jumătate a secolului XVIII Școală: central european Material: cositor nedecorat cu margini ondulate          | Farfurie din cositor fără decorație, cu margini ondulate. Pe farfurie apare inscripția „Gott Schütze Temeswar 1781”. (Traducere: Dumnezeu să aibă grijă de Timișoara). Deasupra inscripției se află o gaură de agățare. Pe revers apar inițialele „V” și la o mică distanță „K.S.”. | Muzeul Banatului, Timișoara | Cimec    |
|      | Vas de cult Autor: M.D. (?) | Datare: înc. sec. XIX Material: Bronz / laminare, ștanțare, lipire                                                          | Vas de cult cu toartă al comunității evreiești din Timișoara. Vasul are o margine dantelată, decorată cu benzi de motive florale și geometrice. În centrul său medalion cu cele zece porunci în limba ebraică. Pe spate apare inscripția: „MD Temesvar 5564”.                       | Muzeul Banatului, Timișoara | Cimec    |
|      | Pocal de cult               | Datare: Prima parte a secolului XIX Școală: Frații Bloch Material: Alpaca argintată / ștanțare, argintare traforare, lipire | Pocal de cult, aurit în partea superioară și argintat în partea inferioară și decorat cu motive florale. Marcaj FRAȚII BLOCH. Cupa este prinsă de piciorul ei prin înfiletare. | Muzeul Banatului, Timișoara | Cimec    |
|      | Fructieră de cult           | Datare: 1801 Școală: Atelier central-european Descoperit: Timișoara Material: alamă; cpsitor; au repousse; ștanțat          | Coș din cositor cu fund din tablă de alamă. Pereții coșului reprezintă șase figuri feminine care au pe frunte un lanț cu „perle” și cu motive fitomorfe. Toartele sunt decorate cu motive fitomorfe. În interior, pe fund, are o inscripție în germană și ebraică.                  | Muzeul Banatului, Timișoara | Cimec    |
|      | Pocal                       | Datare: 1821 Școală: Atelier local Descoperit: Timișoara Material: plumb; turnare                                           | Pocal ornamentat cu scene istorice încadrate cu motive geometrice. Pe marginea superioară apare o inscripție. Ornamentat cu scene cai și călăreți în armuri. Două scene de turnir, separate prin două scuturi heraldice, cu flamuri.                                                | Muzeul Banatului, Timișoara | Cimec    |